# ねらえ!サウンドライフ
『ねらえ!サウンドライフ』は、ニッポン放送が1976年10月4日から1977年4月1日まで毎週月曜日 - 金曜日の19:30 - 20:30に編成していた番組のレーベル枠とそのタイトル。

## 概要
本枠が編成されていた期間はニッポン放送ショウアップナイターのナイターオフ期間。当時の多様な音楽ファンに合わせて日替わりのジャンルの音楽を5本放送、喋りの方でも人気のパーソナリティを揃えた。そして本枠から、後に平日ナイターオフ20時台のNRN系列ネット枠となる1時間枠としての体制がスタートした。
ナイターオフの月曜 - 金曜の同じ時間に日替わりで異なる5本の番組を並べる編成は翌1977年度以降も枠を20:00 - 21:00に移して続き、1時間（55分）枠では1982年度の第7弾「オジンはバッテン!まるごとヤングミュージック」まで、その後30分枠になってからも1984年度の第9弾「KISS KISS シンドローム」までこの編成が続いた。

## 各番組の概要
曜日ごとにパーソナリティの異なる以下の5本の番組で構成されていた。
月曜「ビートルズ大全集」
- 鈴木ヒロミツのパーソナリティで、ビートルズの曲と話題を中心に特集[1]。

火曜「テレフォンパニック ポップス・リクエスト合戦」
- せんだみつおともう一人女性パートナーとのパーソナリティで、二組のアーティストを採り上げて特集して対決させ、リクエストで集まった票数で勝敗を決定するポップスリクエスト番組[1]。放送中リクエストの電話は2つの回線で、隔週で偶数・奇数の末尾制限を設けた上で受け付けていた。
- 『どんでん返しクイズ』は、その日特集する二組のアーティストのファン対決によるクイズコーナー。それまでに集まった票数を賭けてクイズに挑戦、せんだの「さあどうぞ」の合図に合わせて合い言葉を発して解答。勝ったらそのチームの賭けた票数分が更に上積みされ、負けたらそのチームの賭けた票数が引かれた。
- 『せんだのテレフォンパニック大賞』- 勝ったアーティストに対するリスナーの予想票数が負けた方より多かった場合は的中となり、抽選で1万円をプレゼント。逆に負けた方の予想票数が多かった場合はハズレとなり1万円は翌週に持ち越しとなった。

水曜「フォーエバー・フォーク」
- パーソナリティは山口百恵と大石悟郎。音楽のジャンルをフォークソングに絞って特集した番組[1]。リスナーから思い出と共に懐かしのフォークソングのリクエストを受け付けていた。
- 主なコーナーに『百恵と旅と音楽と』『中川穣助のウイークエンド占い』など。

木曜「スゥイング・オン・バード・ランド」
- パーソナリティは小林克也。主にニューミュージックを特集していた[1]。

金曜「ファッショナブルサウンド」
- パーソナリティは松任谷正隆と荒井由実（松任谷由実）。二人はこの番組の放送期間中に結婚した。「新ファッションフォーク」と言われた音楽などファッショナブルな音楽を特集した[1]。
- 1977年3月19日に本番組の公開録音『ファッショナブルパーティー』を渋谷・東邦生命ホールで行った。ゲストはハイ・ファイ・セット、田山雅充、尾崎亜美[4]。

## ネット局
（）
- 山口放送：火〜木 19:30 - 20:30
  - 以下は1番組のみネット
  - 北海道放送：土曜 20:00 - 21:00（『フォーエバーフォーク』のみ）
  - 岩手放送：土曜 20:30 - 21:30（『ビートルズ大全集』のみ）
  - 東海ラジオ：日曜 20:00 - 21:00（『ビートルズ大全集』のみ）
  - ラジオ大阪：日曜 20:00 - 21:00（『ファッショナブルサウンド』のみ）